# Parafia Podwyższenia Krzyża Świętego w Szepetówce
Parafia Podwyższenia Krzyża Świętego w Szepetówce – parafia znajdująca się w diecezji kamienieckiej w dekanacie Połonne, na Ukrainie. Obecnie liczy ok. 1000 wiernych. Parafię prowadzą bernardyni.
W parafii pracują siostry z Zgromadzenia Sióstr Świętego Józefa. Proboszcz szepetowski sprawuje opiekę duszpasterską również w parafiach: św. Zygmunta Gorazdowskiego w Horodniawce, NMP Fatimskiej w Horodyszczach i Przemienienia Pańskiego w Cmówce.

## Historia
W 1859 w Szepetówce zbudowano kaplicę katolicką, która została zamknięta przez komunistów w 1939, a następnie całkowicie zniszczona. Przed tą datą nie ustanowiono w Szepetówce osobnej parafii. Należała ona do parafii św. Józefa w Zasławiu. W latach 1989–1990 staraniem ks. Stanisława Szyrokoradiuka wybudowano nowy kościół, który 29 czerwca 1990 konsekrował biskup pomocniczy ryski Vilhelms Ņukšs.
W 1828 w Szepetówce urodziła się bł. Małgorzata Szewczyk CMBB.